# Eugenius van Württemberg (1788-1857)

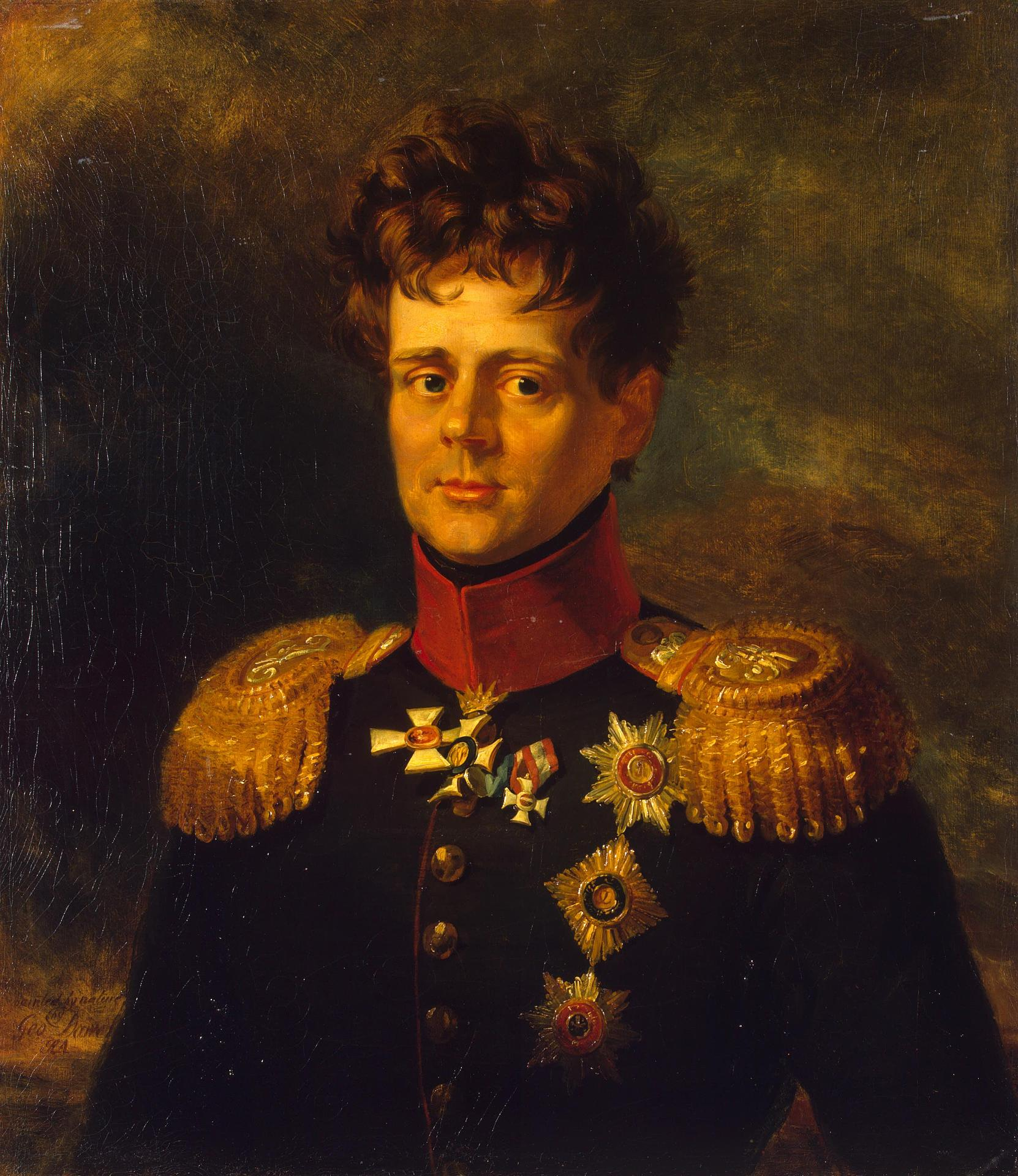
Portret van Eugenius van Württemberg door George Dawe, circa 1825.

Eugenius Frederik Karel Paul Lodewijk van Württemberg (Russisch: Евгений Вюртембергский) (Oels, 8 januari 1788 - Carlsruhe, 16 september 1857) was hertog van Württemberg en generaal in het Russische leger. Hij behoorde tot het huis Württemberg.

## Levensloop
Eugenius was de oudste zoon van hertog Eugenius Frederik van Württemberg, generaal in het Pruisische leger, uit diens huwelijk met Luise, dochter van graaf Christiaan Karel van Stolberg-Gedern.
Hij groeide op in Rusland, aan het hof van tsaar Paul I van Rusland en tsarina Maria Fjodorovna, een zus van zijn vader. Na zijn opleiding als cadet wachtte hem een steile carrière in het Russische leger. De moord op tsaar Paul I in 1801 onderbrak zijn militaire dienst. Eugenius kreeg zijn verdere opleiding in Silezië, onder leiding van officier Ludwig von Wolzogen. Na enkele jaren werd hij terug opgeroepen voor het Russische leger en reeds in 1805 was hij generaal-majoor. In 1806-1807 vocht Eugenius in de Vierde Coalitieoorlog tegen Frankrijk en in 1810 in de Russisch-Turkse Oorlog.
Toen in 1812 de Veldtocht van Napoleon naar Rusland begon en vervolgens de Duitse bevrijdingsoorlog uitbrak, begon de carrière van Eugenius als legeraanvoerder. Op het slagveld van Smolensk werd hij bevorderd tot luitenant-generaal. Hij diende onder veldmaarschalk Barclay de Tolly als divisiecommandant in het Russische westelijke leger en onderscheidde zich in de veldslagen bij Borodino, Tarutino, Krasnoi en Kalisz. Tijdens de Slagen bij Walutino en Kulm ondernamen hij en zijn troepen soms wanhopige verdedigingsacties tegen de Fransen. Na de Slag bij Bautzen in mei 1813 maakte hij bij de Slag bij Reichenbach en Markersdorf met succes de aftocht van de geallieerde troepen mogelijk. In de Slag bij Dresden, augustus 1813, versloeg hij de Franse troepen aangevoerd door generaal Dominique Vandamme.
Tijdens de Slag bij Leipzig in oktober 1813 startte hij met zijn aanval op Wachau de hoofdgevechten. Ondanks zware verliezen hielden zijn troepen stand. Na de nederlaag van Napoleon vielen de geallieerden in 1814 Frankrijk binnen en nam Eugenius deel aan verschillende gevechten. Na het einde van de napoleontische oorlogen vocht hij in 1828 nog mee in de Russisch-Turkse Oorlog. In 1829 werd hij uit de actieve militaire dienst ontheven. De rest van zijn leven bevond hij zich vooral in de heerlijkheid Carlsruhe in Silezië, dat hij na de dood van zijn vader in 1822 had geërfd. Daarnaast zetelde hij sinds 1820 als lid van het Württembergse koningshuis in de Eerste Kamer van de Württembergse Landsstaten, waar Eugenius zich echter nooit liet zien.
Eugenius had ook een grote muzikale interesse. Hij onderhield contact met componist Carl Maria von Weber, die nog de muziekintendant van zijn vader was geweest. Hijzelf componeerde naast vele liederen ook enige opera's, waarvan Die Geisterbraut enige bekendheid genoot. Omdat het uitrusten van de podia veel geld kostte, werden de opera's slechts enkele keren opgevoerd in Breslau en Stuttgart. Aangezien de partituren van de opera gedrukt werden, is de muziek bewaard gebleven. Bovendien schreef hij boeken over zijn leven en zijn militaire successen.
Hij overleed in september 1857 in Carlsruhe, 69 jaar oud.

## Huwelijken en nakomelingen
Op 21 januari 1817 huwde Eugenius met zijn eerste echtgenote Mathilde (1801-1825), dochter van vorst George I van Waldeck-Pyrmont. In 1825 stierf ze in het kraambed. Het echtpaar kreeg drie kinderen:
- Maria (1818-1888), huwde in 1845 met landgraaf Karel II van Hessen-Philippsthal
- Eugenius Erdmann (1820-1875), Pruisisch generaal
- Willem Alexander (1825)

Op 11 september 1827 hertrouwde hij met Helena (1807-1880), dochter van vorst Karel Lodewijk van Hohenlohe-Langenburg. Uit hun huwelijk werden vier kinderen geboren:
- Willem Nicolaas (1828-1896), Oostenrijks generaal
- Alexandrine Mathilde (1829-1913), abdis van Stift Oberstenfeld
- Nicolaas (1833-1903), Oostenrijks generaal
- Agnes (1835-1886), huwde in 1858 met vorst Hendrik XIV Reuß jongere linie

- Gemeinsame Normdatei: 122414721
- International Standard Name Identifier: 0000 0000 5462 9171
- Library of Congress Control Number: nr97028732
- Nationale Bibliotheek van Letland: 000216504
- Nationale Bibliotheek van Tsjechië: js20241227463
- Nationale Bibliotheek van Israël: 987007321563805171
- Système universitaire de documentation: 169751953
- Virtual International Authority File: 20562870
- WorldCat: E39PBJqjYTxyxyQhtFyYkbj9jC